# Абхази
Абха́зи (самоназва — аҧсуа — «люди душі», «віруючі люди») — народ, основне населення Абхазії, у складі Грузії, живуть також в грузинській республіці Аджарії. Частина абхазів живе в Туреччині, Росії, Україні та деяких арабських країнах.

## Мова
Абхази розмовляють абхазькою мовою, яка належить до абхазо-адизької групи кавказьких мов.

## Релігія
За релігійними поглядами віруючі абхази — християни, але частина — мусульмани-суніти.

## Субетноси
Абхази відносяться до балкано-кавказької підраси європеоїдної раси. Виділяються субетнічні групи:
- абжуйці
- аїбга
- ахчипси
- бзибці
- члоуці
- джгердинці
- гумці
- псхувці
- садзи
- самурзаканці
- цабальці
- дальці
- цвиджі
- абхазькі негри

## Історія
Предки абхазів — стародавні поселенці чорноморського узбережжя абазги, згадуються в ассирійських джерелах XI ст. до н. е. під назвою абешла. Античним авторам I-II ст. вони відомі як абазги та апсили. В цілому як народ, абхази склалися до VIII ст. У другій половині XIX ст. частина переселилась до Османської імперії.

## Основне заняття
Абхази займаються землеробством, бджільництвом, мисливством, субтропічним садівництвом та відгінно-пасовиським гірським скотарством. Частина абхазів працює на фабриках, заводах, на Ткварчельських вугільних шахтах.

## Традиції
Для традиційної соціальної організації характерні велика патріархальна родина, види фіктивного споріднення. Система споріднення арабського типу.

## Абхази в Україні
За переписом 2001 року в Україні проживає 1 458 абхазів.